# Susanna Partsch

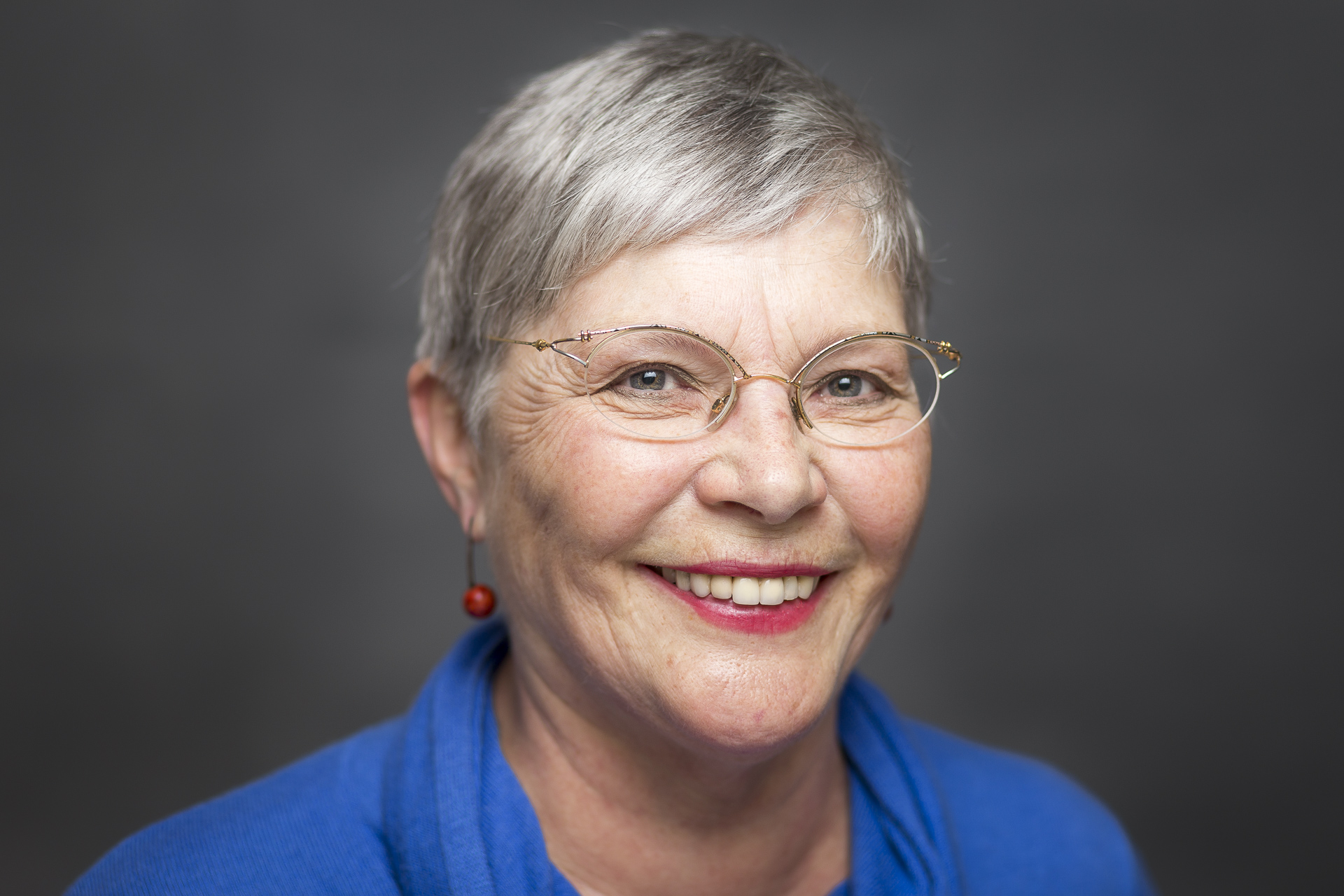
Porträt von Susanna Partsch (2017)

Susanna Partsch (* 1952 in Bad Godesberg) ist eine deutsche Kunsthistorikerin und Sachbuchautorin.

## Leben
Susanna Partsch studierte in den 1970er Jahren Kunstgeschichte, Ethnologie und Pädagogik an der Universität Heidelberg, wo sie 1980 promoviert wurde. Anschließend  arbeitete sie im Wilhelm-Hack-Museum in Ludwigshafen am Rhein. Seit 1985 arbeitet sie als freie Autorin. Ihr umfangreiches Werk umfasst zahlreiche Kunstbücher, Monografien, Jugend- und Schulbücher, Kataloge und Reiseführer, sowie Kinderbücher im Autorengespann mit Rosemarie Zacher. Für ihr Buch „Haus der Kunst“ wurde sie 1998 mit dem Deutschen Jugendliteraturpreis ausgezeichnet. Ihre Künstlermonografien über Paul Klee, Gustav Klimt, Franz Marc und Rembrandt erreichten hohe Auflagen und wurden in viele Sprachen übersetzt. Sie verfasste zahlreiche Artikel für das Allgemeine Künstlerlexikon.
Susanna Partsch hat zwei Kinder und lebt in München.

## Veröffentlichungen (Auswahl)
- Profane Buchmalerei der bürgerlichen Gesellschaft im spätmittelalterlichen Florenz. Der Specchio umano des Getreidehändlers Domenico Lenzi (= Heidelberger kunstgeschichtliche Abhandlungen N.F. 16). Werner, Worms 1981, ISBN 3-88462-008-8 (Dissertation).
- Klee, Taschen, Köln, 1990.
- Gustav Klimt, Maler der Frauen. Prestel Verlag, München 1994, ISBN 3-7913-1404-1.
- Haus der Kunst. Ein Gang durch die Kunstgeschichte von der Höhlenmalerei bis zum Graffiti. Verlag Carl Hanser, München 1997, ISBN 3-446-18885-1.
- Wie die Häuser in den Himmel wuchsen. Die Geschichte des Bauens. Verlag Carl Hanser, München 1999, ISBN 3-446-19749-4.
- 20. Jahrhundert I (= Kunst-Epochen, Band 11). Verlag Reclam, Stuttgart 2002, ISBN 3-15-018178-X.
- Die 101 wichtigsten Fragen – Moderne Kunst.  Verlag C. H. Beck, München 2004, ISBN 3-406-51128-7.
- Frühchristliche und byzantinische Kunst (= Kunst-Epochen, Band 1). Verlag Reclam, Stuttgart 2004, ISBN 3-15-018168-2.
- Marc. Taschen Verlag, Köln 2005, ISBN 978-3-8228-5585-0.
- Tatort Kunst. Über Fälschungen, Betrüger und Betrogene. Verlag C. H. Beck, München 2010, ISBN 978-3-406-60621-2.
- Die Erfindung des Bildes. Verlag Hirmer, München 2011, ISBN 978-3-7774-4211-2.
- Wer hat Angst vor Rot, Blau, Gelb? Die moderne Kunst. Verlag C. H. Beck, München 2012, ISBN 978-3-406-62371-4.[2]
- Einführung in das Studium der Kunstgeschichte. Verlag Reclam, Stuttgart 2014, ISBN 978-3-15-019149-1
- Paul Klee 1879–1947. Taschen Verlag, Köln 2015, ISBN 978-3-8365-0100-2.
- Schau mir in die Augen, Dürer! Die Kunst der Alten Meister erklärt von Susanna Partsch. Verlag C. H. Beck, München 2018, ISBN 978-3-406-71206-7.
- Wer klaute die Mona Lisa? Die berühmtesten Kunstdiebstähle der Welt. Verlag C. H. Beck, München 2021, ISBN 978-3-406-77685-4.
- Artemisia Gentileschi, kämpferische Barockmalerin, kompromisslose Geschäftsfrau, Künstlerin zwischen Florenz und Rom. Molden, Wien 2023, ISBN 978-3-222-15080-7.